# Museo de Arqueología de Cataluña (Gerona)
El Museo de Arqueología de Cataluña en Gerona es un museo de Cataluña que se instaló en el año 1857 en el monasterio de San Pedro de Galligans, donde continúa ubicado en la actualidad. Los espacios comprendidos para su instalación son la iglesia y el claustro al cual se le añadió una galería superior en el siglo XIX. Es un claustro que conserva su estructura primitiva con las columnas y capiteles historiados que conforman una notable muestra del románico catalán. Los primeros materiales arqueológicos proceden en buena parte de Ampurias. El museo incluye materiales desde la época prehistórica hasta la Edad Media.

## Historia del museo

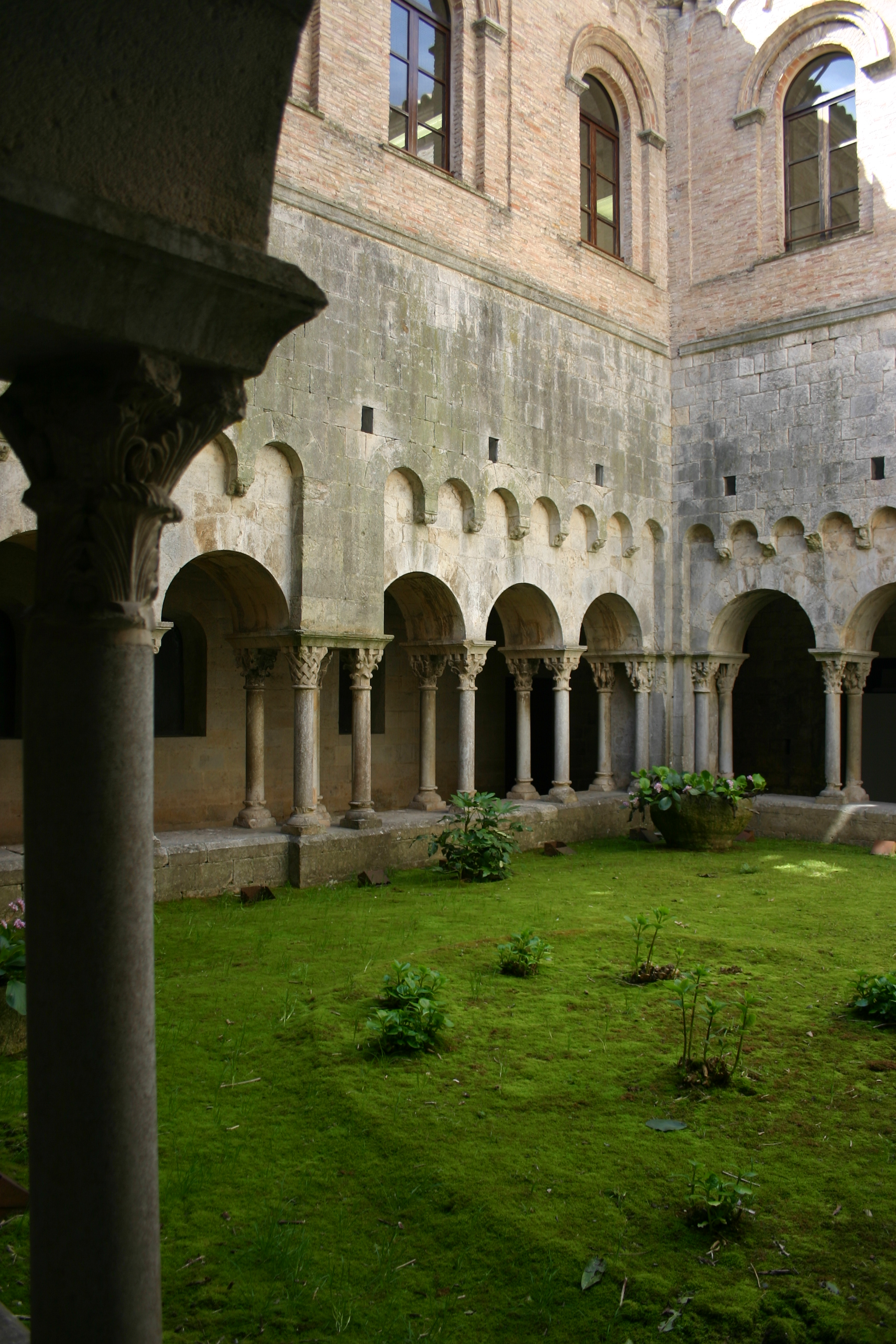
Museu d'Arqueologia de Catalunya de Gerona, Cataluña (España).

Debido a la exclaustración de los monjes y siguiendo las leyes de desamortización del patrimonio de las comunidades de los monasterios de Gerona (en 1835), su patrimonio fue recogido y depositado a buen recaudo en distintas instituciones. La recolección de todas estas piezas formarían parte de lo que fue el Museo Provincial de Antigüedades de Bellas Artes de Gerona, que se creó en 1846. Este mismo año empezó de manera sistemática la excavación de numerosos yacimientos grecorromanos en la provincia, y en años sucesivos se recibieron donaciones y depósitos de otros museos y de particulares, que incrementaron valiosamente el patrimonio.
Todas estas obras recopiladas tuvieron que repartirse en diversos lugares, algunos no muy apropiados para su exposición, hasta que en 1857 se trasladaron al monasterio de San Pedro de Galligans donde se abrió en 1870 un nuevo museo. A tal efecto se adaptó el claustro, se construyó sobre él un segundo piso y en 1939 se añadió la iglesia que ya había dejado de tener culto religioso. En 1976 todas las piezas que pertenecían a la sección de Bellas Artes fueron trasladadas al palacio episcopal que es la sede del Museo de Arte de Gerona. En el monasterio quedó el material arqueológico, que fue catalogado y reorganizado en 1981.
En 1990 se inauguró el complejo con el título de Museo de Arqueología de Cataluña con los fondos de los museos arqueológicos de Gerona y Barcelona más los yacimientos de Ampurias, Olèrdola y Ullastret.

## Los fondos del museo
La gran colección de piezas expuestas comprende un período que transcurre desde el Paleolítico hasta la época medieval.

Existe también una importante colección arqueológica de minerales y malacología en la sección de Ciencias Naturales, que fue una donación del maestro y naturalista Isidre Macau Teixidor (1882–1946).

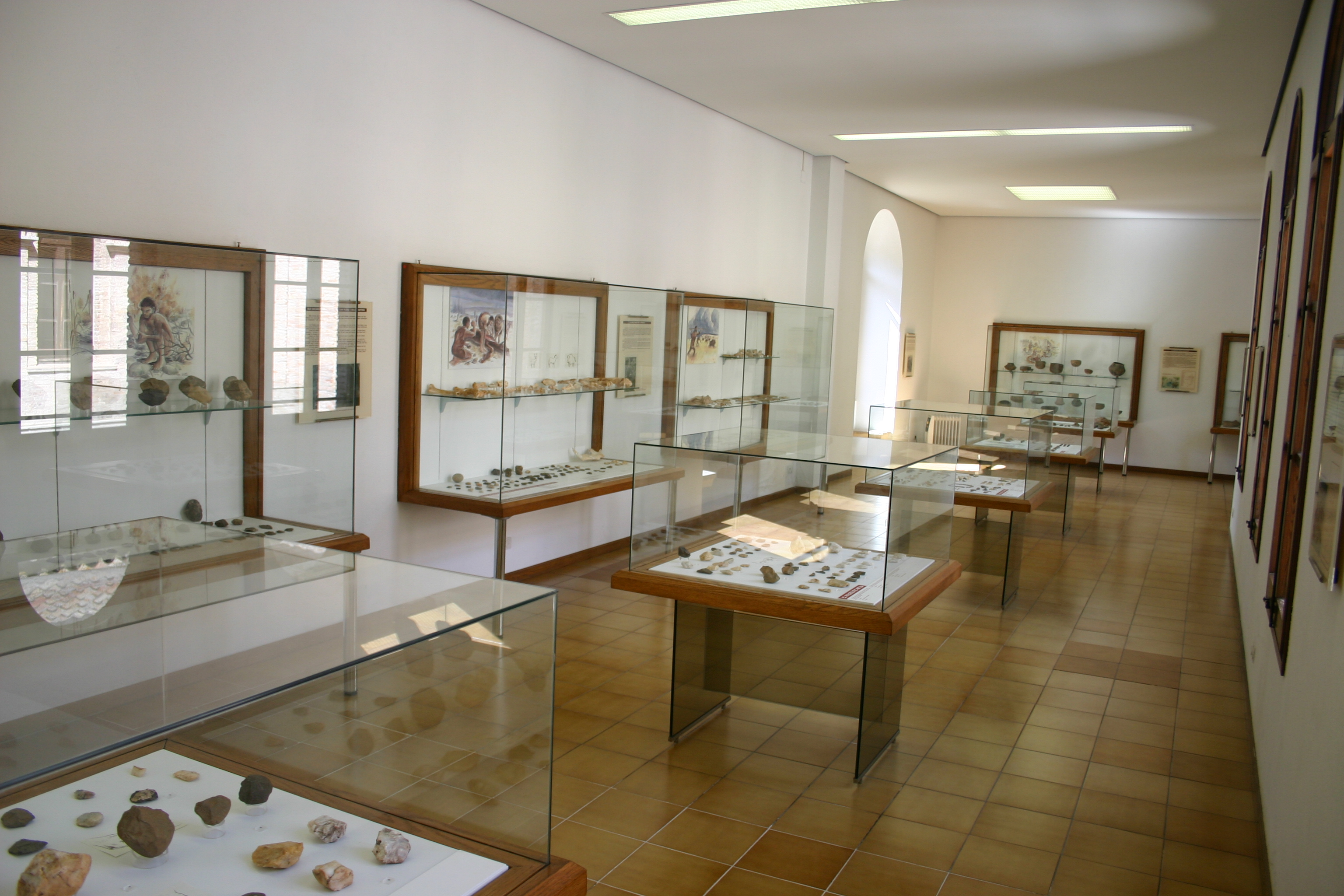

### En el claustro

#### Planta alta
Se exponen los ejemplares prehistóricos correspondientes al Paleolítico, Neolítico, Bronce Final y Edad de Hierro. Esta etapa ofrece una gran colección de urnas cinerarias de cerámica. Otra sección está dedicada a la cultura ibérica y a los pueblos colonizadores fenicios y griegos, con objetos como cerámica, exvotos, epigrafías, útiles diversos, etc. Las aportaciones de Ampurias y Rosas son muy interesantes, con lápidas inscritas y la gran pieza de la máscara encontrada en Quart, que representa una divinidad masculina. La mayoría son materiales del año 218 a. C. en adelante, época en que los romanos llegaron a Ampurias. De este periodo se encontraron utensilios y herramientas de actividad industrial, comercial y de uso doméstico y vida cotidiana.

#### Planta baja
En este lugar están depositados los sarcófagos medievales procedentes de diversos monasterios desamortizados de Gerona, así como epigrafía medieval. También se dispusieron en este espacio un conjunto de lápidas sepulcrales hebreas procedentes del cementerio judío de la ciudad.

### En la iglesia

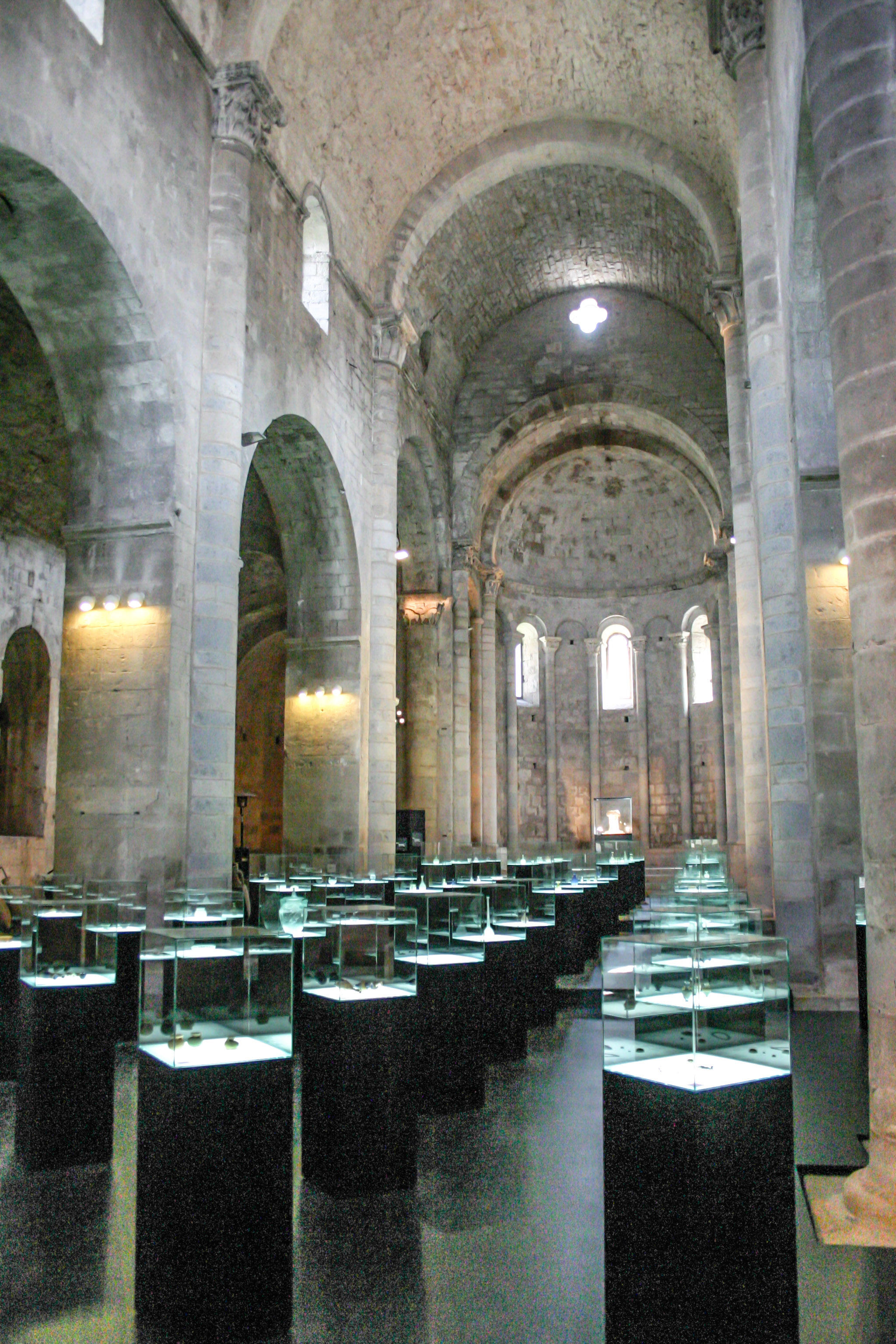

Para la zona de la iglesia se dejaron las piezas relacionadas con la conquista y romanización de la provincia que fueron halladas en Besalú, Caldas de Malavella y Ampurias. Hay secciones con joyas y fragmentos de cerámica y otras dedicadas al culto de los muertos, con exvotos, urnas cinerarias, lámparas votivas, amuletos, etc. Otra sección importante está formada como consecuencia de las exploraciones submarinas, con ánforas, vasos de cerámica ática, vidrios, etc. Se exhiben además tres miliarios de gran interés hallados en Palau Sacosta y en Sarriá de Ter y un mosaico encontrado en la villa de Bell-lloc del Pla.
En la antigua sacristía de la iglesia puede verse un sepulcro del siglo IV conocido con el nombre de Las Estaciones, procedente de Ampurias.

## Piezas y objetos destacados
- Vajilla de lujo. Es bien sabido que los romanos acomodados estaban acostumbrados a celebrar grandes cenas o banquetes, que recibían el nombre de convivio. Las vajillas eran de metal que, en función de la categoría de la casa, podía ser bronce, plata o incluso oro. Cabe añadir que eran pocas las familias que podían tener toda la vajilla metálica, pero disponemos de información porque los autores latinos, en especial los poetas satíricos, hacían escarnio de ello, sobre todo a raíz de la ostentación propia de los nuevos ricos. De hecho, a menudo solo eran de metal las copas y algunas bandejas o piezas rituales. Más adelante, las piezas para beber acabarán siendo de cristal, un material que en un primer momento, a finales del siglo I a. C. e inicios del siglo I, también era un elemento de lujo. Pero lo que más abundaba en las buenas mesas romanas del territorio catalán, y en todas aquellas que querían parecerse a ellas, era la vajilla de cerámica. Se trata de las vajillas del tipo terra sigillata, denominadas así porque llevan el sello del productor, y también porque los motivos decorativos de los moldes se hacían a partir de sellos. Documentadas en el siglo I a. C. y I, estas cerámicas provenían, en un inicio, de Italia y, posteriormente, de la Galia (actual Francia). Las piezas estaban cubiertas de un barniz muy característico de tonos rojizos y anaranjados. En Baetulo (Badalona) se han documentado una gran variedad de piezas, pero sobre todo abundan los platos, los cuencos y las pequeñas copas, así como grandes cuencos profusamente decorados. Los platos, de varios tamaños, servían para presentar los alimentos sólidos, a menudo servidos ya troceados desde la cocina para que los comensales pudieran ingerirlos mejor, reclinados en los triclinios. Los cuencos contenían caldos y cremas; las copas, vino, y los grandes cuencos decorados, frutas, legumbres cocidas, estofados o sopas.[4]

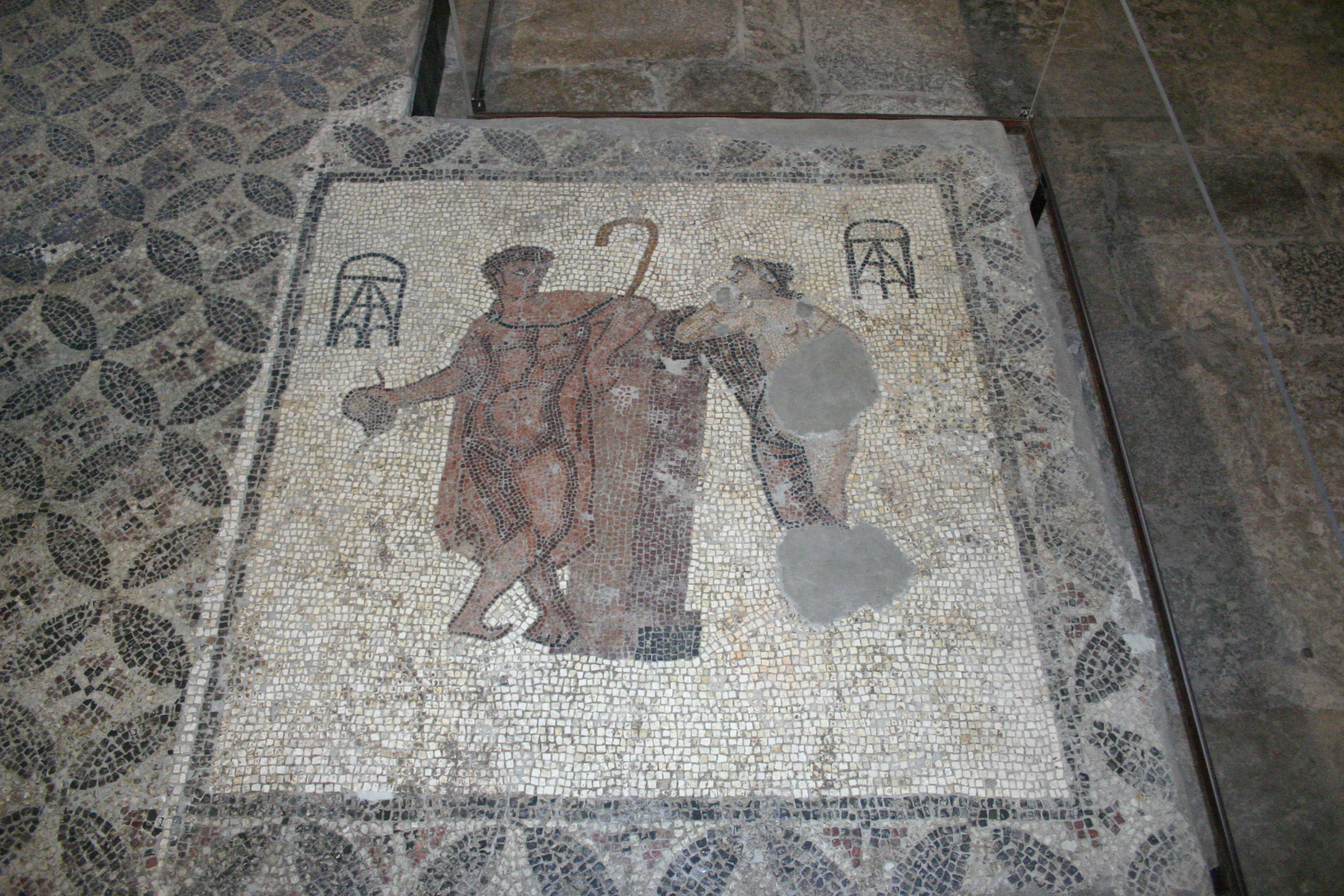

- Pico del Montgrí sobre guijarro de pórfido. El pico de Montgrí, procedente del Cau del Duc, es un utensilio apuntado cortado por una sola cara. Está realizado sobre un guijarro de pórfido tallado mediante percusión con una piedra. Los guijarros utilizados en la confección de estos utensilios provenían del cauce del río Ter, situado a poca distancia de la cueva. La documentación generada en torno a la cavidad durante la primera mitad del siglo XX y su amplia difusión provocaron que, en algunos círculos de prehistoriadores europeos, se usara el término pico del Montgrí para denominar los utensilios unifaciales apuntados.[5]
- Núcleo levalloisiense de cuarzo. Durante el Paleolítico medio, se desarrollan métodos de talla que tienen como objetivo conseguir lascas con formas más o menos estandarizadas. Para obtenerlas, se tallaba un bloque de piedra siguiendo una serie de pasos predeterminados y desarrollando un método preconcebido. Finalmente, estas lascas con amplios bordes cortantes se utilizaban directamente o se preparaba el corte para darle una función determinada. El nombre de la técnica proviene del lugar donde fue identificada: el yacimiento francés de Levallois-Perret.[6]
- Arpón decorado de hueso. Arpón realizado sobre cuero con incisiones decorativas. La presencia de la especie Homo sapiens comportó la sofisticación de las técnicas de caza, así como de los utensilios utilizados. Durante el Paleolítico superior se documenta el uso del propulsor y del arco. Los arpones con una o dos filas dentadas constituían útiles muy eficaces en el momento de sujetar a la presa. Su uso se relaciona a menudo con la pesca.[7]
- Gargantilla en concha y hueso. Gargantilla elaborada con conchas de molusco de la familia de los Dentaliida (Dentalium) y de los Turbinidae (Turbo) y un colmillo perforado de ciervo. A partir del paleolítico superior, con la presencia de Homo sapiens, aumenta el número de elementos relacionados con la ornamentación personal así como diversas manifestaciones artísticas sobre soportes muebles e inmuebles, como por ejemplo las pinturas.[8]
- Núcleo de sílex melado. Durante el Neolítico, se documentan amplias redes de intercambio de materias primas, por ejemplo de sílex melado, posiblemente procedente de la Provenza, la calaíta de Gavà y la obsidiana de la isla Lipari, cerca de Sicilia. El sílex de color melado aparece durante el Neolítico pleno en forma de láminas, puntas de flecha y núcleos. Generalmente, este tipo de sílex se talla utilizando la técnica de presión y forma parte de ajuares de entierros.[9]
- Cacerola de cerámica realizada a mano. Vaso cerámico realizado a mano, de forma hemisférica y de tamaño mediano, con cuatro pequeñas asas tubulares y un pico pequeño o pitorro. Durante el Neolítico pleno, los vasos cerámicos aparecen relacionados con las inhumaciones y depositados como ajuares. Esta cacerola, recuperada en la inhumación de Fonteta, es única tipológicamente en el contexto de los entierros documentados en Cataluña.[10]
- Cuentas de oro. Cuentas de collar formadas por láminas de oro plegadas. Hay que relacionar el conocimiento de las técnicas ligadas a la metalurgia con el trabajo de diferentes metales, como el oro y el cobre, que tienen un punto de fusión similar (±1050 a. C.). El oro nativo es el metal más manejable y dúctil que se conoce. A causa de la facilidad con que se trabaja, es uno de los primeros metales utilizados en la prehistoria catalana, y aparece en el Neolítico final.[11]
- Alabarda de cobre. Arma ofensiva formada por una lámina de cobre triangular reforzada por un nervio central. Llevaba un mango transversal, perpendicular o ligeramente oblicuo, al que se sujeta mediante tres remaches. Este tipo de arma es de aparición frecuente en las tumbas masculinas de la cultura de El Argar (Andalucía oriental y Murcia). Por este motivo, constituye un hallazgo excepcional en esta área del noreste peninsular.[12]
- Alfiler de bronce. Pieza que representa dos cabezas enrolladas con dos vueltas en forma de antenas. Pertenece al ajuar de una tumba de la necrópolis de Can Bec de Baix. El ritual funerario más usual es el de la incineración. Al lado de la urna con los restos humanos, algunas tumbas contienen vasitos de acompañamiento y objetos personales de bronce y, en las más modernas, de hierro.[13]
- Hacha de bronce. El depósito de Ripoll fue hallado en un escondrijo, en el paraje llamado Pla d’en Pere, a dos quilómetros al norte de Ripoll. Estaba formado por un conjunto de catorce utensilios de bronce muy desgastados, de los cuales once son hachas de diferentes procedencias y épocas, una punta de lanza, un cincel y una contera. El hacha es de origen centro-mediterráneo, pero proviene directamente de la zona atlántica francesa. Está datada entre el 900 y el 800 a. C. y el escondrijo de Ripoll es de antes del 850 a. C.[14]
- Urna de incineración de cerámica realizada a mano. Las tumbas de la necrópolis contienen la urna cineraria, casi siempre decorada y cubierta con una tapadera, ambas de cerámica. Muy pocas tienen ajuar funerario. Se ha documentado una mortalidad infantil y juvenil muy alta en este lugar.[15]
- Hebilla de cinturón de bronce. Pieza que formaba parte del ajuar de una tumba de la necrópolis de la muralla NE de Ampurias, siglo VI a. C. Se trata de un objeto con tres garfios, realizado con molde bivalvo, con talón rectangular y placa hexagonal. La decoración es estampada granulada, formando una línea que recorre el contorno de la pieza, y en la placa presenta un círculo deprimido, seguramente para sostener una lámina de plata.[16]
- Pithos fenicio de cerámica. Gran contenedor de boca ancha de origen fenicio que servía para almacenar alimentos sólidos. Se trata de un contenedor de transporte, sobre todo terrestre, y de almacenaje. Procede probablemente del sur de la península ibérica (650-600 a. C.). La necrópolis en que se encontraron, conocida desde 1888, está situada bajo la fábrica Burés. En las excavaciones realizadas entre los años 1954 y 1955 se descubrieron nueve tumbas de incineración en fosa. Contenían un rico ajuar y en tres de ellas se encontraron los primeros objetos de hierro y cerámicas de procedencia fenicia.[17]
- Crátera de cerámica ática de figuras rojas. La crátera se utilizaba para mezclar el vino con agua en el banquete funerario. En el mundo íbero, la vajilla ática era un símbolo de riqueza y denotaba prestigio social. La crátera acampanada era una de las piezas más prestigiosas y, probablemente, más costosas. Este ejemplar presenta una decoración con guirnalda de hojas de olivo bajo el borde. La escena conservada muestra una figura femenina, probablemente una ménade, bailando con un thýrsos (vara o bastón forrado con vid o hiedra) en la mano derecha. En el lado izquierdo, destaca un grifo, animal fabuloso medio pájaro, medio león, relacionado con la muerte y la resurrección.[18]
- Asca de cerámica jónica-milesia. Vaso que representa al dios Aqueloo con cabeza de toro y cuerpo alargado. Presenta una abertura sobre la cabeza, para introducir el líquido, y un orificio en el extremo distal (la cola) para verterlo. En la geografía antigua, Aqueloo era el nombre de seis ríos, y en origen parece haber sido la apelación general de las aguas corrientes. En la mitología griega, Aqueloo era un dios fluvial. Luchó contra Heracles y, durante el combate, se convirtió en toro y en serpiente. Heracles le arrancó un cuerno, que las ninfas consagraron y convirtieron en cuerno de la abundancia. Este mito se explicaba en la antigüedad para referirse a los trabajos efectuados para canalizar el río y sanear sus orillas.[19]
- Espada La Tène y vaina de hierro. La espada tipo La Tène, propia del mundo celta, es la mayoritaria en el nordeste peninsular en época íbera, mientras que la falcata, espada que se considera típica del mundo íbero, aparece de forma limitada. La espada La Tène se habría introducido en Cataluña como mínimo a finales del siglo IV a. C., y habría perdurado hasta que fue sustituida por el armamento romano. Las espadas recuperadas en los yacimientos indígenas del nordeste catalán suelen estar perforadas, lo que indica una amortización ritual de estas armas, propias de los guerreros, cuando estos ya no las podían utilizar; y en Ullastret se han encontrado asociadas a cráneos humanos.[20]
- Molde de cabeza femenina de terracota. Este molde, realizado con la misma pasta que la de las ánforas massaliotas, permitía producir terracotas con forma de busto de un personaje femenino, quizás la diosa Deméter. Se trata de un molde desgastado, obtenido de un modelo originario de la magna Grecia, probablemente de un taller de la zona de Tàrent (c. 400 a. C.).[21]
- Cálato de cerámica común íbera. Fragmento de la parte superior de un cálato con dos asas horizontales trenzadas, de las que se conserva una. La decoración, de relieves aplicados, se desarrolla en torno a dos personajes. Uno de ellos, Triptólemo, aparece sentado en un carro alado tirado por serpientes. Triptólemo es un personaje mitológico al que la diosa Deméter dio un carro y espigas de trigo y le encargó difundir la agricultura. La cabeza que aparece bajo el asa tiene varias interpretaciones, y una de ellas la asocia con la diosa Deméter.[22]
- Ornamento de cinturón de plata. Esta pieza, que puede haber formado parte de un cinturón o de una diadema, es un ejemplar de orfebrería paleoíbera procedente de Ampurias. Es de plata, y su color actual se debe a los efectos del fuego. Los extremos son triangulares, y la pieza central está compuesta por pequeñas anillas. El colgante de forma circular se debía unir a la parte central del cuerpo de anillas, lo que hace más probable que se usara como cinturón.[23]
- Jarra de cerámica íbera pintada. La cerámica de torno íbera del nordeste peninsular se fabrica desde mediados del siglo VI a. C. Desde el punto de vista tecnológico, formal y decorativo, tiene relaciones con las producciones íberas pintadas del levante y del sudeste peninsulares del mismo período, y también con las del Rosselló y del Llenguadoc occidental. Las decoraciones más usuales son las líneas y bandas paralelas, los círculos concéntricos y las cabelleras. Uno de los rasgos distintivos de los indigetes será la sustitución de la cerámica íbera pintada por otra decorada con pintura blanca o indigetes, que se empezó a fabricar a partir de la segunda mitad del siglo V a. C. hasta el siglo II a. C.[24]
- Plato de pescado, cerámica ática de figuras rojas. Este plato era para comer pescado. La cazuelita del fondo servía para recoger el aceite o poner alguna salsa. De acuerdo con los fragmentos que se han recuperado de esta pieza, habría representadas dos parejas de peces de roca, propios del área mediterránea, encaradas de dos en dos —un cabracho con un salmonete y un cabracho con un sargo—, la parte posterior de un mero, otro pescado no identificado y una vieira. El plato, datado en el siglo IV a. C., fue hallado en una casa de finales del siglo III a. C., lo que remarca el valor que se otorgó a esta pieza.[25]
- Ara de mármol. Ara de fábrica griega, hecha de mármol del Pentélico (Ática, Grecia). Se encontró en la habitación principal de una casa porticada, donde se habían practicado sacrificios de perros. El fuste, de sección circular, es estriado y se ensancha en la base en forma de latastro ancho. En la parte alta hay un motivo decorativo en Kyma de hojas lanceoladas situadas entre las estrías, separadas por las aristas del fuste y enmarcadas en perlas. Conserva restos muy poco visibles de policromía.[26]
- Plomo con inscripción ibérica. El uso de láminas finas de plomo como soporte para la escritura es bastante habitual en el mundo ibérico, como en el griego o el romano. Aunque las inscripciones ibéricas no se pueden descifrar, estos textos se interpretan como cartas, textos de ofrenda o exvotos, o como documentos de contabilidad. El plomo del Castillo de la Fosca está escrito con signos bien trazados, dispuestos en líneas regulares, aunque de dimensiones ligeramente crecientes las inferiores. Se puede observar la separación de palabras mediante grupos de tres puntos dispuestos verticalmente. Es, por el momento, la inscripción más larga en lengua ibérica que se conoce en Cataluña.[27]
- Muñeca de cerámica. En la Edad Antigua ya existían muñecas realizadas en madera, marfil, cera con color, hueso, etc. Los brazos y las piernas eran articulados. El tipo de adorno de la cabeza y el peinado evolucionan según las costumbres de cada época. La calidad de la confección y el material de las muñecas variaba en relación directa con la clase social de los niños a quienes pertenecían. Igual que hoy en día, las muñecas tenían vestidos y complementos. También se conoce la existencia de casitas, muebles y vajillas para jugar con las muñecas. El paso de la adolescencia a la edad adulta se marcaba con una ceremonia en que las jóvenes depositaban en la tumba los juguetes que simbolizaban su infancia: muñecas, tabas, canicas, peonzas, etc. Una gran parte de las muñecas romanas que conocemos provienen de tumbas infantiles.[28]
- Oscillum de mármol. Pieza de mármol en forma de pelta (escudo tracio en forma de media luna). Está decorada con dos cabezas de halcón en los extremos y con una palmeta central con dos volutas decoradas con rosetas. En el centro se encuentra la representación de una cabeza grotesca, en una cara, y de una liebre comiendo, en la otra. Los oscilla son escudos ornamentales de mármol, que se colgaban normalmente entre las columnas de los peristilos (jardines porticados) de las grandes casas romanas (domus). Por este motivo suelen estar decorados por los dos lados.[29]
- Placa de bronce de una caja de novia. Se trata de cinco fragmentos de una fina lámina de bronce con decoración repujada. La decoración está formada por elementos geométricos y florales, así como por escenas figuradas. Una escena, repetida dos veces, representa los bustos de un hombre y una mujer, de perfil y encarados, dentro de una corona circular. Debajo aparece la siguiente inscripción: «VIVATIS» (Que viváis). La otra escena representa un hombre desnudo, sentado en una silla, con el brazo derecho hacia adelante, como si hablara. Por la decoración y por la inscripción, parecen pertenecer al revestimiento de una caja de novia, un obsequio de boda donde se representa el retrato de los prometidos. Otras piezas similares conocidas son de plata.[30]
- Sepulcro de las Estaciones. Sarcófago de tradición romana no cristiana, donde destaca la rica decoración, tanto de la caja como de la tapa. Las figuras de la caja personifican las cuatro estaciones. En la parte central se encuentra el busto del difunto dentro de una pechina (clipeus) flanqueado por dos genios alados y por dos pequeñas Victorias. Debajo, una escena del mito de Selene y Endimión. Encima, encontramos una cartela sostenida por dos genios alados, donde se colocaba el nombre del difunto. En la parte superior, hay dos grupos de figuritas que reproducen escenas agrícolas del mundo romano; la producción del aceite y el vino.[31]
- Hebilla de cinturón. Esta necrópolis está situada muy cerca de la villa romana del Pla d'Horta. Hasta hoy, se han localizado 79 entierros. Entre los años 2004 y 2006, fue excavada en diferentes fases. Está formada por tumbas de inhumación de diferente tipología: cajas de tégula, cajas de losa de piedra, tumbas de obra de piedra y mortero y un edificio funerario monumentalizado. La fase más antigua (siglos III - V) corresponde a la necrópolis de la villa romana del Pla d'Horta, pero las tumbas más tardías (siglo VI), ya plenamente visigodas, no se pueden relacionar con ningún hábitat conocido.[32]
- Ampolla de san Menas de cerámica. Pequeña ampolla o cantimplora de cerámica que contenía agua del santuario de san Menas (Karm Abu Mina, Egipto). A este ejemplar le faltan el cuello y las dos asas. En el anverso está representado san Menas, vestido con túnica corta y con los brazos abiertos, y con dos dromedarios, uno a cada lado, que le lamen los pies. En el reverso hay una inscripción griega dentro de una corona vegetal, distribuida en tres líneas: «ΑΓΙΟΥ ΜΗΝΑ ΕΥΛΟΓ» (Bendición de san Menas). Cabe destacar la importancia de esta pieza por su origen y por los pocos ejemplares que se conocen en Europa.[33]
- Ponderal de bronce. Peso de bronce. Presenta en el anverso una decoración incisa formada por una cruz de brazos iguales y, debajo, las letras Г Β (cuyo significado es 2 onzas). Todavía son visibles restos de la plata que llenaba las letras y las cruces, rodeadas de una corona o láurea realizada con buril. Es un ponderal de los llamados exagium, utilizado para la comprobación de los metales preciosos, especialmente el oro. Corresponde a la serie de pesos oficiales dentro del sistema de valores establecidos desde la devaluación de la moneda y la creación del áureo de Constantino.[34]
- Plato con pie perforado de bronce. Esta pieza forma parte del conjunto de bronces del Collet de Sant Antoni de Calonge, junto a la villa romana del mismo lugar. Este depósito de bronces de época visigótica fue descubierto en 1897. Se trata de un conjunto de 19 piezas, formado por vasos, balanzas romanas, cadenas, un trípode, asas, recipientes, lingotes y fragmentos de vasos y láminas de cobre. Los objetos presentan un amplio abanico cronológico, entre piezas de época altoimperial y piezas tardías del siglo VII Este depósito de bronces, formado por piezas viejas, gastadas y rotas, estaba destinado a la refundición del metal o a su reaprovechamiento. Cabe destacar el plato o patena de pie calado, fabricado en Italia siguiendo un modelo copto (Egipto), muy raro en el Mediterráneo occidental.[35]
- Pila bautismal. La iglesia fue parroquia del burgo de Sant Pere y, por tanto, se administraba la mayor parte de sacramentos. De aquí la existencia de esta pila bautismal, datada en 1550. La pila tiene doce caras, entre las que se encuentran dos escudos. Uno con el campo liso, ostenta la tiara y las llaves de san Pedro, por la advocación del monasterio, y el otro tiene en el campo un cuchillo y una piel, la herramienta y el producto del trabajo de los curtidores. El gremio de los curtidores, que tenían los talleres en el burgo, fueron los que financiaron la pila.[36]
- Rosetón. La fachada principal del monasterio de Sant Pere de Galligants está presidida por un espléndido rosetón. Formado por ocho columnitas, el capitel de la base de la pequeña columna central superior representa un abad rodeado de varios monjes. Por encima de los arcos de la parte superior, ostenta la inscripción OMNES COGNOSCANT PETRUM FECISSE FENESTRAM (que todo el mundo sepa que Pedro hizo la ventana). No podemos saber si este Pedro era el escultor o el abad bajo cuyo gobierno fue construida.[37]